# جورج يانغ
جورج يانغ (بالإنجليزية: George Yeo)‏ (و. 1954 – م) هو سياسي، من سنغافورة، ولد في سنغافورة، هو عضوٌ في حزب العمل الشعبي.

## مناصب
تولى منصب Ministry of Trade and Industry، وMinistry of Health.

## التعليم
تعلم في كلية المسيح في جامعة كامبريدج ‏، وكلية هارفارد للأعمال، وجامعة هارفارد.

## جوائز
حصل على جوائز منها:
- بادما بوشان  [لغات أخرى]‏.